# Ledeganck (campus)

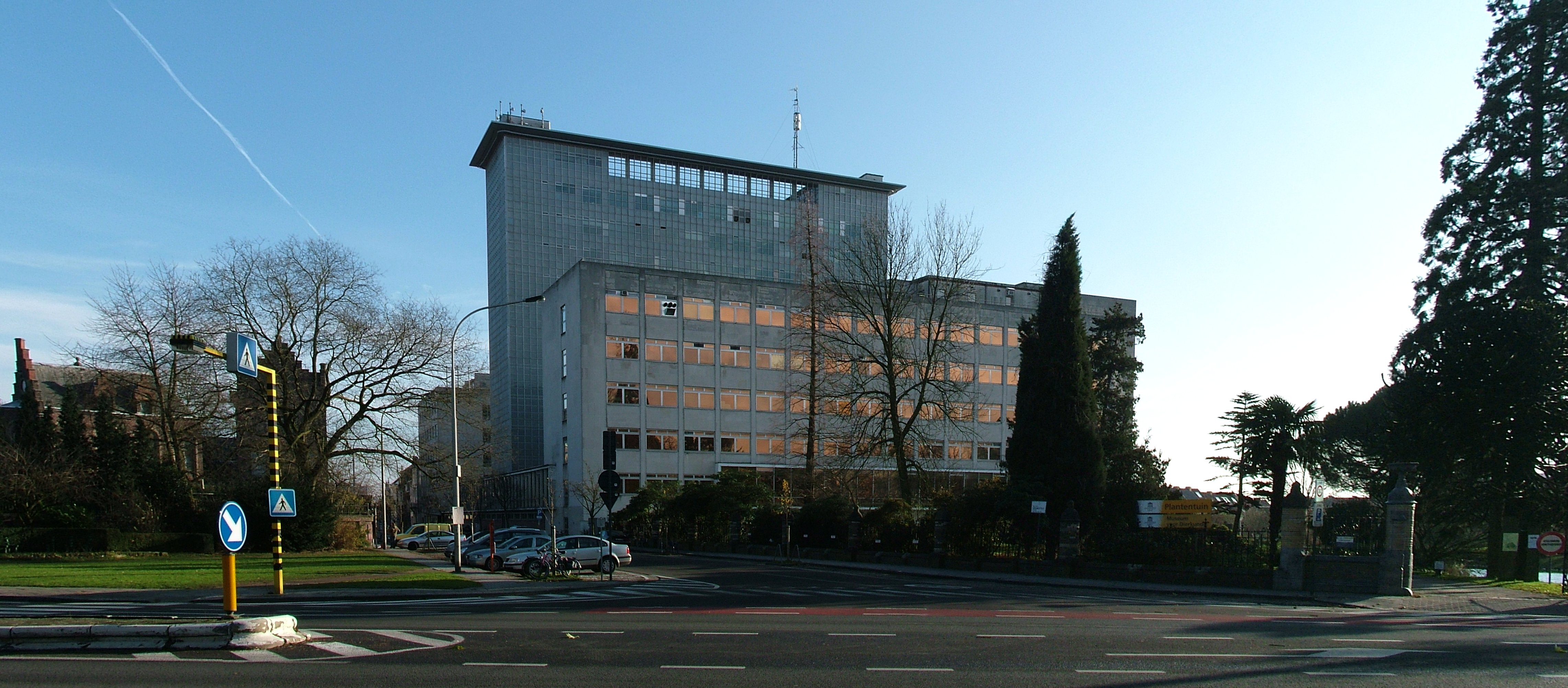
Campus Ledeganck, met aan de rechterzijde de ingang naar de plantentuin van de universiteit.

Campus Ledeganck, of kortweg de Ledeganck, is een campus van de Universiteit Gent in de Belgische stad Gent. Campus Ledeganck is ook de eerste locatie van de lerarenopleiding van HOgent. De campus van de universiteit kwam er pas later. De neo-classicisistsche gebouwen werden er gebouwd in het begin van de 19e eeuw in opdracht van Willem I. Later werden de modernistische gebouwen van de afdelingen van de UGent er gebouwd. De gebouwen huisvesten enkele vakgroepen van de faculteit Wetenschappen en is gevestigd aan de Karel Lodewijk Ledeganckstraat, vlak bij het Citadelpark. De gebouwen aan de overkant van de straat huisvesten sinds mensenheugenis de lerarenopleiding of de "Normaalschool". De straat waarin de gebouwen gevestigd zijn is genoemd naar de Vlaamse dichter Karel Lodewijk Ledeganck. Ook is er nu het universitair museum, GUM, er nu gevestigd. Op de gevel kan men een kunstwerk van ROA bewonderen. 

## Geschiedenis
Op 15 juni 1959 werd de eerste steen gelegd van het gebouw, naar een ontwerp van architect Jules Trenteseau. Het kwam op de plaats van het voormalig Botanisch Instituut te liggen, vlak naast de plantentuin van de Universiteit Gent. De Ledeganck werd opgetrokken om de grote stijging van de studentenpopulatie te kunnen huisvesten. Voorheen was de faculteit wetenschappen gevestigd in het Plateaucomplex. In de jaren '60 van de 20e eeuw werd ook de Sterre aangelegd, een ruimere campus voor de faculteit Wetenschappen, ongeveer 1 kilometer ten zuiden van de Ledeganck.

## Indeling
Het hoofdgebouw telt 12 verdiepingen, die hoofdzakelijk ingenomen worden door practicumzalen, kantoren en onderzoekslaboratoria. In de Ledeganck zijn onder andere de onderzoeksgroepen limnologie, mycologie, nematologie, terrestrische ecologie en evolutionaire ontwikkelingsbiologie (allen behorende tot de vakgroep biologie), alsook de vakgroepen biochemie (eiwitbiologie), microbiologie en fysiologie gevestigd. Op het gelijkvloers bevinden zich 2 grote auditoria. De zijvleugels tellen 6 verdiepingen en omvatten een 3-tal kleinere auditoria.
De kelder van het gebouw was tot 2019 voorbehouden voor het museum voor dierkunde, alwaar zich een grote verzameling opgezette dieren (gaande van insecten tot zoogdieren) bevond. Nadien werd de collectie opgenomen in het Gents Universiteitsmuseum.
In de periode tussen 2009 en 2019 werd de volledige campus in fasen gerenoveerd. Het hoogste gedeelte van de Ledeganck werd daartoe in 2013 volledig gestript.